# Rhacaplacarus laterospinosus
Rhacaplacarus laterospinosus är en kvalsterart som beskrevs av Sandór Mahunka 1993. Rhacaplacarus laterospinosus ingår i släktet Rhacaplacarus och familjen Phthiracaridae. Inga underarter finns listade i Catalogue of Life.